# Kabaret
Albums de Patricia Kaas
Toute la musique...
(2005) Kabaret sur scène
(2009)
Kabaret est le huitième album studio de Patricia Kaas. 
Il est commercialisé le 15 décembre 2008 sur les plateformes de téléchargement en France, puis en version physique le 20 janvier 2009 en exclusivité sur le site Vente-privee.com. L'album sort par la suite en version physique le 6 février 2009 en Suisse, Belgique, Allemagne et Russie, puis dans une édition double CD en France le 30 mars 2009.
Kabaret, avec un K comme Kaas et Kabarett, est un hommage aux années 1930 et à ses héroïnes, comme Greta Garbo, Suzy Solidor et Martha Graham. La chanteuse participe pour la première fois à l'écriture d'une chanson, Une dernière fois.

## Liste des titres
| 1.  | Addicte aux héroïnes        | 2:16 |
| 2.  | Das Glück kennt nur Minuten | 3:40 |
| 3.  | Le jour se lève             | 4:38 |
| 4.  | Une dernière fois           | 4:34 |
| 5.  | Kabaret                     | 4:02 |
| 6.  | Wo sind die Clowns          | 3:27 |
| 7.  | Falling In Love Again       | 3:19 |
| 8.  | Pigalle (Interlude)         | 2:57 |
| 9.  | Alone                       | 3:36 |
| 10. | Je t'aime encore            | 4:58 |
| 11. | Et s'il fallait le faire    | 3:47 |
| 12. | Mon piano rouge             | 4:31 |
| 13. | September Song              | 5:32 |
| 14. | Hard Work                   |      |

| 1.  | Addicte aux héroïnes     | 2:17 |
| 2.  | La chance jamais ne dure | 3:40 |
| 3.  | Le jour se lève          | 4:38 |
| 4.  | Une dernière fois        | 4:34 |
| 5.  | Kabaret                  | 4:03 |
| 6.  | Faites entrer les clowns | 3:29 |
| 7.  | Falling In Love Again    | 3:21 |
| 8.  | Pigalle (Interlude)      | 2:59 |
| 9.  | Alone                    | 3:38 |
| 10. | Still in Love            | 5:00 |
| 11. | Et s'il fallait le faire | 3:47 |
| 12. | Mon piano rouge          | 4:32 |
| 13. | September Song           | 5:32 |

| 1.  | Addicte aux héroïnes     | 2:17 |
| 2.  | La chance jamais ne dure | 3:40 |
| 3.  | Le jour se lève          | 4:38 |
| 4.  | Une dernière fois        | 4:34 |
| 5.  | Kabaret                  | 3:53 |
| 6.  | Faites entrer les clowns | 3:29 |
| 7.  | Falling In Love Again    | 3:21 |
| 8.  | Pigalle (Interlude)      | 2:59 |
| 9.  | Solo                     | 3:38 |
| 10. | Je t'aime encore         | 5:00 |
| 11. | Et s'il fallait le faire | 3:47 |
| 12. | Mon piano rouge          | 4:32 |
| 13. | Mne Nravitsya            | 3:34 |

| 1.  | Addicte aux héroïnes     | 2:17 |
| 2.  | La chance jamais ne dure | 3:40 |
| 3.  | Le jour se lève          | 4:38 |
| 4.  | Une dernière fois        | 4:34 |
| 5.  | Kabaret                  | 4:03 |
| 6.  | Faites entrer les clowns | 3:29 |
| 7.  | Falling In Love Again    | 3:21 |
| 8.  | Pigalle (Interlude)      | 2:59 |
| 9.  | Solo                     | 3:38 |
| 10. | Je t'aime encore         | 5:00 |
| 11. | Et s'il fallait le faire | 3:47 |
| 12. | Mon piano rouge          | 4:32 |

| 1.  | K-thème                      | 2:58 |
| 2.  | Mon mec à moi                | 4:23 |
| 3.  | Les hommes qui passent       | 4:45 |
| 4.  | Kabaret                      | 4:11 |
| 5.  | Pigalle (Interlude)          | 5:26 |
| 6.  | Falling in Love Again        | 3:52 |
| 7.  | D'Allemagne                  | 5:22 |
| 8.  | Une fille de l'Est           | 4:38 |
| 9.  | Solo                         | 5:29 |
| 10. | La chance jamais ne dure     | 3:49 |
| 11. | Il me dit que je suis belle  | 5:10 |
| 12. | Elle voulait jouer cabaret   | 5:07 |
| 13. | Mademoiselle chante le blues | 8:17 |
| 14. | K-interlude                  | 2:50 |
| 15. | Entrer dans la lumière       | 4:17 |
| 16. | Et s'il fallait le faire     | 5:06 |